# Suezviken

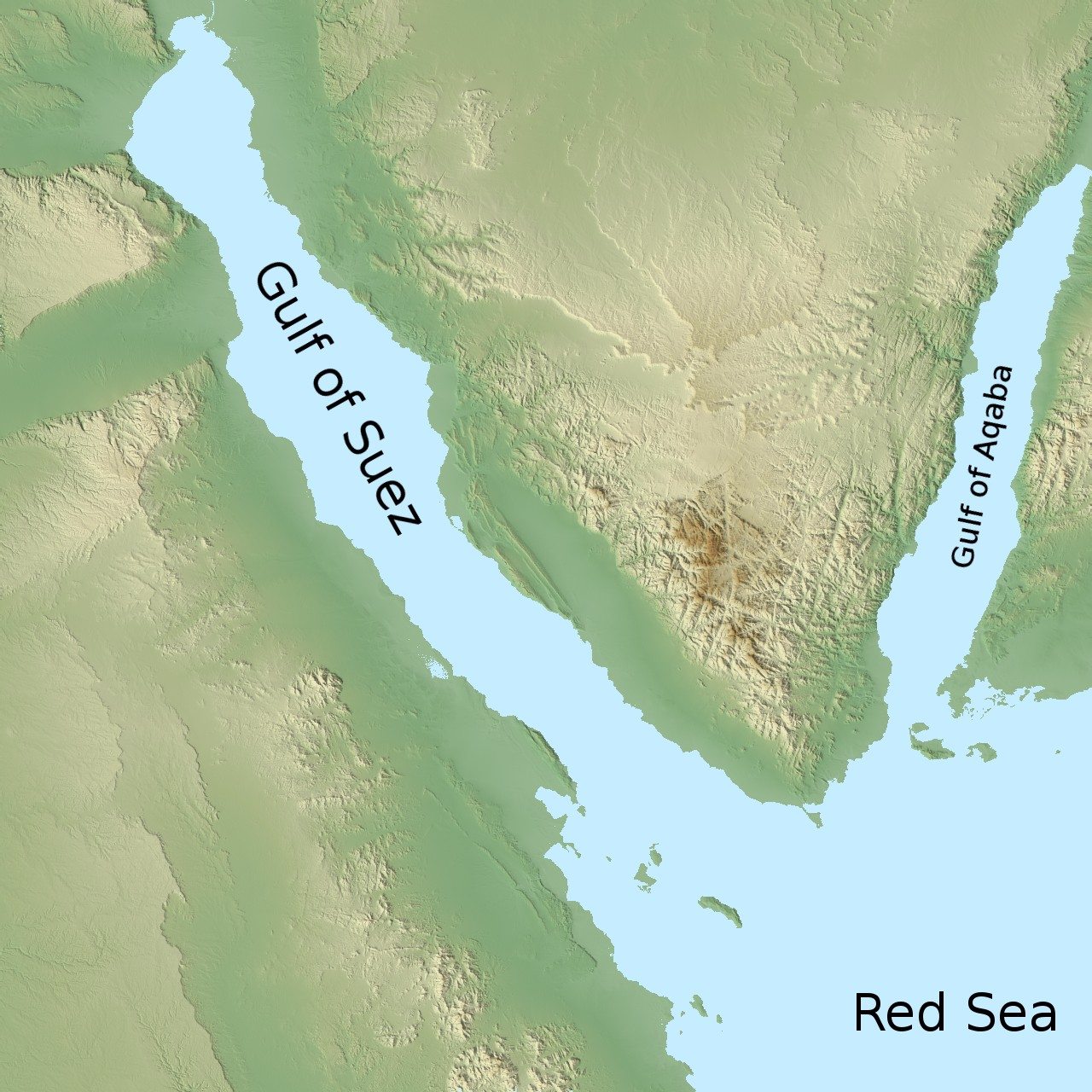
Suezviken (på engelska "Gulf of Suez") till vänster.

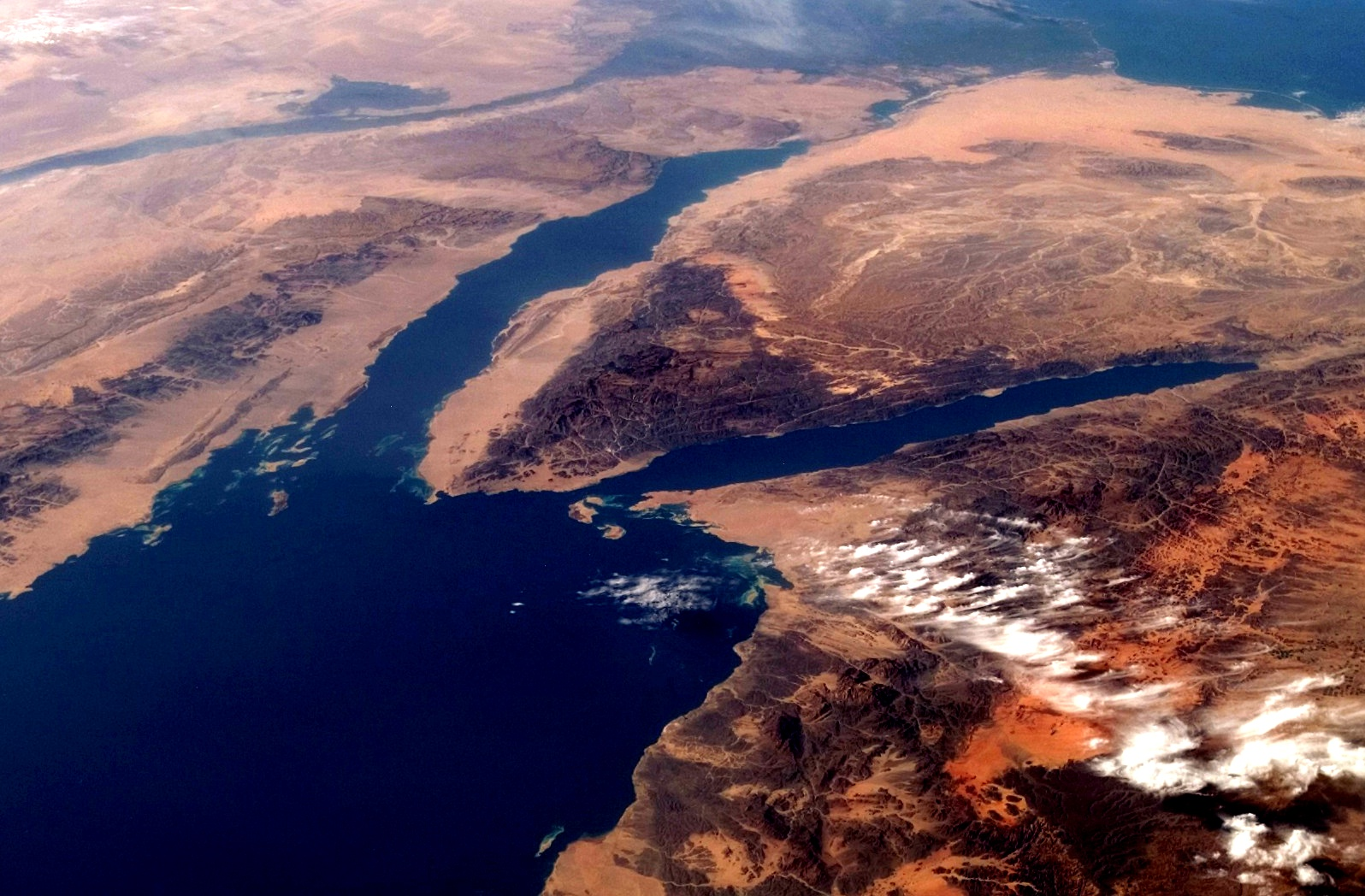
Suezviken till vänster.

Suezviken (arabiska: خليج السويس, Khalīǧ as-Suwais) är den västra av de två vikar i norra Röda havet son skiljs åt av Sinaihalvön. Den är 30 mil lång, börjar vid olje- och gasfältet Gemsa och slutar vid staden Suez och Suezkanalens början. Längs viken finns ett flertal oljefält. Längs mitten av viken löper gränsen mellan Afrika och Asien.

## Geografi
Suezviken utgör den västra av Röda Havets två armar på vardera sidan om Sinaihalvön; den östra är Aqabaviken. Den utgörs av en numera inaktiv gravsänka. Väster om viken ligger det afrikanska fastlandet och hela viken ligger alltså i Egypten. 
Vikens totala längd är 314 kilometer och dess bredd varierar från 19 till 32 kilometer.